# EVERGREEN (榊原ゆいのアルバム)
『EVERGREEN』（エバーグリーン）は、榊原ゆいのアルバム。2009年11月26日にb-greenからリリースされた。
内訳として本人名義のシングル5曲・コンピレーション収録1曲・初収録6曲の全12曲が収録されている。作曲・編曲は全曲ともElements Gardenのクリエイター陣が手掛けている。
初回限定版には「片翼のイカロス」のPV収録DVDが同梱されている。

## 収録内容
CD
1. 情熱のpartita
  - 作詞：榊原ゆい、作曲・編曲：菊田大介
2. 月聖ノ蒼炎曲
  - 作詞：上松範康、作曲・編曲：藤間仁
  - PS2用ゲーム『GALAXY ANGEL II 永劫回帰の刻』オープニングテーマ
3. Aqua Voice
  - 作詞：榊原ゆい、作曲・編曲：藤田淳平
  - PCゲーム『朝凪のアクアノーツ』オープニングテーマ
4. さくらフィロソフィー
  - 作詞：中山真斗、作曲・編曲：藤田淳平
  - PCゲーム『さくらテイル』オープニングテーマ
5. ピンク×乙女＝恋
  - 作詞：kanako、作曲・編曲：菊田大介
  - PCゲーム『あねいも2 いもいもファンディスク』オープニングテーマ
  - 『あねいも ヴォーカルコレクション』に収録
6. はぴでい♪
  - 作詞：榊原ゆい、作曲：上松範康、編曲：菊田大介
  - PCゲーム『はぴねす! りらっくす』オープニングテーマ
7. スイッチ・オン♪
  - 作詞：kanoko、作曲：藤間仁、編曲：菊田大介
  - テレビアニメ『H2O -FOOTPRINTS IN THE SAND-』挿入歌
8. 剣の舞
  - 作詞：有里泉美、作曲・編曲：菊田大介
  - PSP用ゲーム『夢想灯籠』主題歌
9. 運命のRevolution
  - 作詞：Bee'、作曲：菊田大介、編曲：中山真斗
  - PS2用ゲーム『GALAXY ANGEL II 永劫回帰の刻』挿入歌
10. 熱情STORY
  - 作詞：有里泉美、作曲・編曲：菊田大介
  - カードゲーム『モンスター・コレクションTCG』主題歌
11. メロディータイム
  - 作詞：桑島由一、作曲・編曲：藤田淳平
  - PCゲーム『タイムリープぱらだいす』エンディングテーマ
12. きっと夢と雪でできている
  - 作詞：夏葉薫、作曲：上松範康、編曲：藤田淳平
  - PCゲーム『春萌 〜はるもい〜』オープニングテーマ
13. 片翼のイカロス
  - 作詞・作曲：上松範康、編曲：藤間仁
  - テレビアニメ『H2O -FOOTPRINTS IN THE SAND-』オープニングテーマ

DVD（初回限定版）
1. 片翼のイカロス PV